# Buvaisar Saitíyev
Buvaisar Jamídovich Saitíyev (en ruso: Бувайсар Хамидович Сайтиев; Jasaviurt, 11 de marzo de 1975-2 de marzo de 2025) fue un deportista ruso de origen checheno que compitió en lucha libre.
Participó en cuatro Juegos Olímpicos de Verano, obteniendo en total tres medallas de oro: Atlanta 1996, Atenas 2004 y Pekín 2008, las tres en la categoría de 74 kg; y el noveno lugar en Sídney 2000. Ganó seis medallas de oro en el Campeonato Mundial de Lucha entre los años 1995 y 2005, y seis medallas de oro en el Campeonato Europeo de Lucha entre los años 1996 y 2006.
Saitiev es ampliamente considerado como el mejor luchador de estilo libre de todos los tiempos; en 2007, él y el practicante grecorromano Aleksandr Karelin fueron votados como los mejores luchadores en la historia de este deporte por la FILA.
Tras su retirada de la competición, Saitiev se desempeñó como diputado interino de Daguestán en la 7ª Duma Estatal desde 2016 hasta que dimitió en 2021. En 2015, se convirtió en presidente de la Federación de Lucha de Chechenia, cargo que ocupó hasta su muerte en 2025.

## Biografía
Saitiev nació en Khasavyurt, Daguestán, el 11 de marzo de 1975, y era de ascendencia chechena. Saitiev abandonó su ciudad natal en 1992 para entrenarse en un prestigioso centro de lucha libre de Krasnoyarsk, Siberia. Su hermano menor Adam Saitiev siguió sus pasos más tarde.
Poco después de graduarse en el centro de entrenamiento, Saitiev comenzó su carrera para representar a Rusia en la escena mundial. Saitiev fue condecorado con la Orden de la Amistad por el Presidente ruso. Su hermano menor, Adam Saitiev, también luchador, ganó la medalla de oro en Juegos Olímpicos de Verano de 2000 en Sydney.
La filosofía de vida de Saitiev estaba muy influida por el poeta ganador del Premio Nobel Boris Pasternak. Saitiev repetía el poema de Pasternak, «No parece ser famoso,» antes de cada combate, y según Saitiev, el poema definía su vida tanto dentro como fuera de la lucha libre.
Saitiev tuvo tres hijos y una hija.

## Trayectoria deportiva
Saitiev ganó nueve medallas de oro a nivel mundial. Fue seis veces campeón del Mundial de lucha libre y tres veces campeón de los Juegos olímpicos. Su carrera internacional en la categoría absoluta comenzó en 1994 y continuó hasta los Juegos Olímpicos de verano de 2008 de Beijing, China. En trece años, compitió en once campeonatos mundiales u olímpicos, en los que ganó nueve medallas de oro y sólo perdió dos combates. Saitiev ganó en los Campeonatos del Mundo de 1995, 1997, 1998, 2001, 2003 y 2005, y en los Juegos Olímpicos de 1996, 2004 y 2008.
En 1999, Saitiev no luchó en los Campeonatos del Mundo, sino que su hermano menor Adam Saitiev, que ganó la medalla de oro, representó a su categoría de peso. Saitiev tampoco compitió en los Campeonatos del Mundo de 2002. En 2007, según los medios de comunicación, el entrenamiento de Saitiev se vio obstaculizado por una lesión en el cuello.
A pesar de su éxito, Saitiev sufrió varias derrotas en su carrera senior. Sufrió su primera derrota en su carrera senior en la 1994 World Wrestling Cup ante Davoud Ghanbari. En la Olimpiadas de Verano de 2000, Saitiev perdió contra Brandon Slay. Saitiev perdió contra Magomed Isagadzhiev en los Nacionales de Rusia de 2002. Saitiev perdió después contra Mihail Ganev en el Campeonato Mundial de Lucha de 2006. Saitiev perdió en los nacionales rusos de 2007 ante Makhach Murtazaliev. Luego perdió en el Gran Premio Ivan Yarygin de 2008, también ante Murtazaliev.
Su medalla de oro olímpica en los Juegos Olímpicos de Verano de 2008 fue su última competición de lucha libre y la última de sus nueve campeonatos totales a nivel mundial u olímpico.

## Muerte
Saitiev murió en Moscú el 2 de marzo de 2025, a la edad de 49 años. El director ejecutivo de la Federación Rusa de Lucha, Makhmud Magomedov, declaró que Saitiev murió de un paro cardíaco, y el ministro de deportes ruso Mikhail Degtyarev dijo que Saitiev había estado enfermo, visitando con frecuencia los centros médicos. La viuda de Saitiev, Indira, declaró que Saitiev se había caído por la ventana de un segundo piso antes de morir. El medio de comunicación ruso informó de que un conserje encontró a Saitiev herido en el suelo cerca de una residencia de la calle Minskaya y llamó a una ambulancia. Según Baza, Saitiev falleció más tarde en el hospital. La revista Newsweek declaró que no podía verificar de forma independiente las afirmaciones de Baza. La muerte de Saitiev provocó una oleada de dolor. Khabib Nurmagomedov escribió en las redes sociales que «Saitiev inspiró a millones de niños de todo el mundo», y Ramzan Kadyrov, jefe de la República de Chechenia, dijo que Saitiev era «no sólo un atleta legendario, sino también un hombre de gran honor.» Kadyrov anunció tres días de luto en Chechenia en honor de Saitiev. Saitiev era musulmán practicante y fue enterrado junto a su padre en su ciudad natal de Khasavyurt, Daguestán, siguiendo la tradición musulmana.

## Palmarés internacional
| Juegos Olímpicos   | Juegos Olímpicos            | Juegos Olímpicos | Juegos Olímpicos |
| Año                | Lugar                       | Medalla          | Categoría        |
| ------------------ | --------------------------- | ---------------- | ---------------- |
| 1996               | Atlanta (Estados Unidos)    | Medalla de oro   | 74 kg            |
| 2004               | Atenas (Grecia)             | Medalla de oro   | 74 kg            |
| 2008               | Pekín (China)               | Medalla de oro   | 74 kg            |
| Campeonato Mundial |                             |                  |                  |
| Año                | Lugar                       | Medalla          | Categoría        |
| 1995               | Atlanta (Estados Unidos)    | Medalla de oro   | 74 kg            |
| 1997               | Krasnoyarsk (Rusia)         | Medalla de oro   | 76 kg            |
| 1998               | Teherán (Irán)              | Medalla de oro   | 76 kg            |
| 2001               | Sofía (Bulgaria)            | Medalla de oro   | 76 kg            |
| 2003               | Nueva York (Estados Unidos) | Medalla de oro   | 74 kg            |
| 2005               | Budapest (Hungría)          | Medalla de oro   | 74 kg            |
| Campeonato Europeo |                             |                  |                  |
| Año                | Lugar                       | Medalla          | Categoría        |
| 1996               | Budapest (Hungría)          | Medalla de oro   | 74 kg            |
| 1997               | Varsovia (Polonia)          | Medalla de oro   | 76 kg            |
| 1998               | Bratislava (Eslovaquia)     | Medalla de oro   | 85 kg            |
| 2000               | Budapest (Hungría)          | Medalla de oro   | 76 kg            |
| 2001               | Budapest (Hungría)          | Medalla de oro   | 76 kg            |
| 2006               | Moscú (Rusia)               | Medalla de oro   | 74 kg            |